# Hildegard Körner
Hildegard Ullrich-Körner, nemška atletinja, * 20. december 1959, Urnshausen, Vzhodna Nemčija.
Nastopila je na poletnih olimpijskih igrah leta 1980 ter dosegla peto mesto v teku na 1500 m. Na svetovnih prvenstvih je osvojila srebro medaljo v isti disciplini leta 1987, na evropskih dvoranskih prvenstvih pa naslov prvakinje v teku na 800 m leta 1981.